# Sapromyza ringens
Sapromyza ringens är en tvåvingeart som beskrevs av Friedrich Hermann Loew 1862. Sapromyza ringens ingår i släktet Sapromyza och familjen lövflugor. Inga underarter finns listade i Catalogue of Life.